# Arsen Martirosian
Arsen Martirosian –en armenio, Արսեն Մարտիրոսյան– (24 de julio de 1998) es un deportista armenio que compite en halterofilia. Ganó dos medallas en el Campeonato Europeo de Halterofilia, plata en 2021 y bronce en 2022.

## Palmarés internacional
| Campeonato Europeo | Campeonato Europeo | Campeonato Europeo | Campeonato Europeo |
| Año                | Lugar              | Medalla            | Categoría          |
| ------------------ | ------------------ | ------------------ | ------------------ |
| 2021               | Moscú (Rusia)      | Medalla de plata   | 102 kg             |
| 2022               | Tirana (Albania)   | Medalla de bronce  | 109 kg             |